# Szemu’el Lawiw-Lubin
Szemu’el Lawiw-Lubin (hebr. שמואל לביב-לובין; ur. 13 lipca 1923, zm. 17 lipca 2012) – izraelski strzelec, olimpijczyk. 
Brał udział w igrzyskach olimpijskich w 1952 roku (Helsinki). Startował tylko w strzelaniu z karabinu dowolnego w trzech pozycjach z odl. 300 metrów, w której zajął 26. miejsce.

## Wyniki olimpijskie
| Igrzyska | Konkurencja                               | Wynik                                                                                                | Miejsce    | Źródło |
| -------- | ----------------------------------------- | --- | ---------- | ------ |
| IO 1952  | Karabin dowolny, trzy postawy, 300 metrów | 973 punkty W pozycji leżącej – 367 pkt. W pozycji klęczącej – 315 pkt. W pozycji stojącej – 291 pkt. | 26 (na 32) | [ 2 ]  |